# Viktor Lazlo

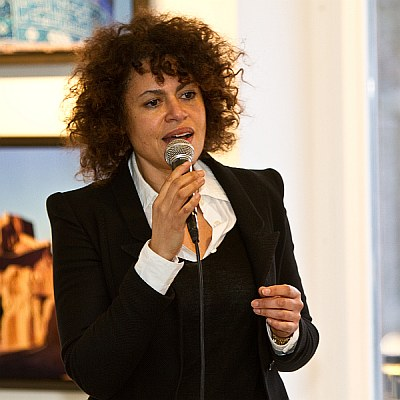
Viktor Lazlo in Straßburg (2010)

Viktor Lazlo (* 7. Oktober 1960 in Lorient, Frankreich, eigentlich Sonia Dronier) ist eine französisch-belgische Pop-Sängerin. Sie wählte ihren Künstlernamen in Anlehnung an den fiktiven Widerstandskämpfer Victor László (gespielt von Paul Henreid) aus dem Film Casablanca.

## Leben & Wirken
Dronier wurde in Frankreich als Tochter karibischer Eltern geboren. Ihre Mutter stammte aus Grenada und ihr Vater aus Martinique. Sie ging nach Belgien, um zu studieren, und arbeitete in Brüssel als Model. Dort wurde in einem Nachtclub ein Musikproduzent auf sie aufmerksam, dem sie aufgrund ihres exotischen Aussehens aufgefallen war. Mit ihm nahm sie ihre erste Single Casanova auf. Ihr darauffolgendes Album She wurde ein großer Erfolg in Belgien und war auch in Deutschland und Japan erfolgreich. Für den französischen Markt sang sie Titel auf Französisch ein, darunter Pleurer des rivières, eine Coverversion von Cry Me a River; daneben sang sie auch Titel auf Spanisch und auf Deutsch.
Ihr bisher größter Hit war Breathless im Jahr 1987. Im selben Jahr moderierte sie den in Belgien ausgetragenen Eurovision Song Contest. In Deutschland wurde sie durch das Duett mit Stefan Waggershausen Das erste Mal tat's noch weh von 1990 bekannt. 1991 folgte mit Jesse ein weiteres Hit-Duett mit Stefan Waggershausen. 1994 nahm sie mit Juliane Werding und Maggie Reilly Engel wie du auf. Weitere große Erfolge blieben jedoch aus.
Neben ihrer musikalischen Laufbahn war sie auch als Schauspielerin tätig. Sie begann mit der spanischen Romanze Boom Boom (1990). 1994 war sie neben Jean-Marc Barr und Gérard Jugnot in Les Faussaires zu sehen. Sie spielte von 1999 bis 2006 in der Serie Kommissar Navarro und von 2007 bis 2009 in der Fortsetzung Brigade Navarro die feste Rolle der Capitaine Roussel. Zudem spielte sie Gastrollen bei Kommissar Moulin (Mort d'un officier de police, 1994), und La Crim’ ('Mort d'homme, 2004) auf.
Im Jahr 2016 erschien ihre Single Promised Land, 2017 Lola & Jim. Ebenfalls 2017 erschien das Album Woman.

## Diskografie

### Alben
| Jahr | Titel          | Höchstplatzierung, Gesamtwochen, AuszeichnungChartplatzierungen (Jahr, Titel, Platzierungen, Wochen, Auszeichnungen, Anmerkungen) | Höchstplatzierung, Gesamtwochen, AuszeichnungChartplatzierungen (Jahr, Titel, Platzierungen, Wochen, Auszeichnungen, Anmerkungen) | Höchstplatzierung, Gesamtwochen, AuszeichnungChartplatzierungen (Jahr, Titel, Platzierungen, Wochen, Auszeichnungen, Anmerkungen) | Höchstplatzierung, Gesamtwochen, AuszeichnungChartplatzierungen (Jahr, Titel, Platzierungen, Wochen, Auszeichnungen, Anmerkungen) | Höchstplatzierung, Gesamtwochen, AuszeichnungChartplatzierungen (Jahr, Titel, Platzierungen, Wochen, Auszeichnungen, Anmerkungen) | Anmerkungen                                                         |
| Jahr | Titel          | FR | BEW | DE | AT | CH | Anmerkungen                                                         |
| ---- | -------------- | --- | --- | --- | --- | --- | ------------------------------------------------------------------- |
| 1985 | She            | — | BEW— GoldBEW | DE34 (23 Wo.)DE | — | CH27 (1 Wo.)CH | in Frankreich und Japan 1986 unter dem Titel Canoë Rose erschienen  |
| 1987 | Viktor Lazlo   | — | — | DE20 (19 Wo.)DE | AT16 (12 Wo.)AT | CH17 (5 Wo.)CH |                                                                     |
| 1989 | Hot & Soul     | — | — | DE22 (10 Wo.)DE | — | CH22 (2 Wo.)CH | in Frankreich und Japan 1989 unter dem Titel Club Desert erschienen |
| 2002 | Loin de Paname | FR67 (4 Wo.)FR | — | — | — | — |                                                                     |
| 2017 | Woman          | — | BEW154 (1 Wo.)BEW | — | — | — |                                                                     |

grau schraffiert: keine Chartdaten aus diesem Jahr verfügbar
Weitere Alben
- 1991: My Delicious Poisons / Mes poisons délicieux
- 1993: Sweet, Soft And Lazy – The Very Best Of
- 1996: Verso / Back To Front
- 2002: Amour(s)
- 2005: Saga
- 2007: Begin The Beguine
- 2008: Classic Songs
- 2012: My Name Is Billie Holiday
- 2017: Woman
- 2021: Suds

### Singles
| Jahr | Titel Album                                               | Höchstplatzierung, Gesamtwochen, AuszeichnungChartplatzierungen (Jahr, Titel, Album, Platzierungen, Wochen, Auszeichnungen, Anmerkungen) | Höchstplatzierung, Gesamtwochen, AuszeichnungChartplatzierungen (Jahr, Titel, Album, Platzierungen, Wochen, Auszeichnungen, Anmerkungen) | Höchstplatzierung, Gesamtwochen, AuszeichnungChartplatzierungen (Jahr, Titel, Album, Platzierungen, Wochen, Auszeichnungen, Anmerkungen) | Höchstplatzierung, Gesamtwochen, AuszeichnungChartplatzierungen (Jahr, Titel, Album, Platzierungen, Wochen, Auszeichnungen, Anmerkungen) | Höchstplatzierung, Gesamtwochen, AuszeichnungChartplatzierungen (Jahr, Titel, Album, Platzierungen, Wochen, Auszeichnungen, Anmerkungen) | Höchstplatzierung, Gesamtwochen, AuszeichnungChartplatzierungen (Jahr, Titel, Album, Platzierungen, Wochen, Auszeichnungen, Anmerkungen) | Anmerkungen                         | [↑]: gemeinsam behandelt mit vorhergehendem Eintrag; [←]: in beiden Charts platziert |
| Jahr | Titel Album                                               | FR | BEF | BEW | DE | AT | CH | Anmerkungen                         |                                                                                      |
| ---- | --------------------------------------------------------- | --- | --- | --- | --- | --- | --- | ----------------------------------- | ------------------------------------------------------------------------------------ |
| 1986 | Canoë rose She                                            | FR14 (20 Wo.)FR | BEF33 (2 Wo.)BEF [BEW: ←] | BEF33 (2 Wo.)BEF [BEW: ←] | — | — | — |                                     |                                                                                      |
| 1987 | Pleurer des rivières She                                  | FR27 (13 Wo.)FR | —[BEW: ↑] | —[BEW: ↑] | — | — | — |                                     |                                                                                      |
| 1987 | Breathless Viktor Lazlo                                   | — | BEF7 (7 Wo.)BEF [BEW: ←] | BEF7 (7 Wo.)BEF [BEW: ←] | — | — | — |                                     |                                                                                      |
| 1990 | Ansiedad –                                                | — | BEF18 (12 Wo.)BEF [BEW: ←] | BEF18 (12 Wo.)BEF [BEW: ←] | DE56 (11 Wo.)DE | — | — |                                     |                                                                                      |
| 1990 | Das erste Mal tat’s noch weh Tief im Süden meines Herzens | — | —[BEW: ↑] | —[BEW: ↑] | DE6 (23 Wo.)DE | AT3 (15 Wo.)AT | CH17 (6 Wo.)CH | mit Stefan Waggershausen            |                                                                                      |
| 1990 | Jesse (Douce et innocente) Tief im Süden meines Herzens   | — | —[BEW: ↑] | —[BEW: ↑] | DE25 (20 Wo.)DE | — | — | mit Stefan Waggershausen            |                                                                                      |
| 1994 | Engel wie du Du schaffst es!                              | — | BEF14 (9 Wo.)BEF [BEW: ←] | BEF14 (9 Wo.)BEF [BEW: ←] | — | — | — | mit Juliane Werding & Maggie Reilly |                                                                                      |
| 1999 | Message Amour(s)                                          | — | — | BEW7 (17 Wo.)BEW | — | — | — | mit Biagio Antonacci                |                                                                                      |

Weitere Singles
- 1985: Sweet, Soft N' Lazy
- 1985: Slow Motion

## Auszeichnungen
- 1991: RSH-Gold in der Kategorie „Duo des Jahres“
- 1991: Goldene Europa